# Eumerus maculipennis
Eumerus maculipennis är en tvåvingeart som beskrevs av Mario Bezzi 1915. Eumerus maculipennis ingår i släktet månblomflugor, och familjen blomflugor. Inga underarter finns listade i Catalogue of Life.